# Alberto Sanches de Castro
Caetano Alberto da Silva Sanches de Castro, conhecido por Alberto Sanches de Castro (Lisboa, 27 de Março de 1888 - Lisboa, 27 de Abril de 1934) foi um professor, aviador, artista e jornalista.

## Biografia
Foi o primeiro português a efectuar um voo de avião ("aeroplano com motor") em Portugal, em 10 de Setembro de 1912, no mouchão da Póvoa de Santa Iria, concelho de Vila Franca de Xira, a bordo de um Blériot XI com motor Anzani de 25 CV. O feito, realizado na pista de 1200 metros do Campo do Mouchão, foi assim descrito na Revista Aeronáutica: "Os voos realizados foram quatro, todos em linha recta, sem viragens, sendo dois no sentido leste-oeste, e dois em sentido contrário. A maior distância de voo foi de 450 metros, percorrida em 30 segundos, e a maior altura obtida foi de 5 metros". Sanches de Castro tinha anteriormente frequentado o atelier Voisin Frères, em Paris, mas por razões económicas não pôde obter o brevet de aviador.
Foi aluno do Colégio Militar de 1898 a 1906 e aluno e professor da Escola de Desenho Industrial Marquês de Pombal, em Alcântara (Lisboa), onde durante longos anos leccionou mecânica de automóveis. Em 1933 publicou o livro Oh Chico... Não sejas Azelhudo! Ensinamentos d'Automobilismo na Linguagem Deles, uma recolha de artigos sobre técnica de automobilismo publicados na revista O Volante, com capa de Fred  Kradolfer.
Casou com Dora (Theodora) Bachofen Lehrfeld, de quem teve dois filhos. Dora era filha do Dr. Theodoro Lehrfeld, químico e industrial na Póvoa de Santa Iria, e irmã de Henrique Bachofen Lehrfeld, que, entre 1929 e 1937, foi um conhecido do corredor de automóveis e, em 1943, sócio do livreiro, galerista e comerciante de arte alemão Karl Buchholz na fundação da Livraria Buchholz, em Lisboa. Pelo lado materno, Dora era descendente do industrial suíço Henry Bachofen, gerente da firma Henry Bachofen e C.ª que explorava a fábrica de adubos químicos da Póvoa de Santa Iria.
Sanches de Castro foi também pintor, caricaturista e jornalista. Participou com desenhos seus nos Salões de Humoristas (I, II e III, respectivamente em 1912, 1913 e 1920), bem como na Exposição dos Humoristas e Modernistas, inaugurada em 17 de Maio de 1915 e continuada em junho seguinte no Salão-Jardim Passos Manuel, no Porto. Os seus desenhos e caricaturas foram publicados em O Povo, A Águia, A Sátira (1911), O Riso d ’A Vitória, Diário de Lisboa, ABC a Rir e outros periódicos. Algumas das suas caricaturas de políticos e escritores foram também publicadas sob a forma de postais ilustrados.
Como jornalista, colaborou no vespertino A Capital, onde em Maio de 1919 publicou uma série de treze artigos-entrevistas intitulada "Ensino Profissional", por ele ilustrada com retratos dos entrevistados. A 28 de Maio de 1919, publicou no mesmo vespertino uma reportagem ilustrada sobre a chegada a Lisboa, proveniente de Nova Iorque, do Curtiss NC-4 comandado pelo capitão-tenente Albert Cushing Read, da Marinha dos Estados Unidos, que realizou a primeira travessia aérea transatlântica da história da aviação, com paragens na Horta e em Ponta Delgada.
Colaborou no Notícias Ilustrado, onde assinava a secção "Auto-Magazine". No mesmo semanário publicou em 1933 uma série de artigos sobre turismo, hotelaria e a exposição itinerante do "Hotel Modelo".
Teve uma filha de Maria Fortunata Alfama Henriques de Melo, Adélia Vera de Melo Sanches de Castro.
Morreu com 46 anos de uma septicemia e foi sepultado no Cemitério Alemão de Lisboa. 